# タイム・トゥ・ラヴ
タイム・トゥ・ラヴ(A Time to Love)は、2005年に発表されたスティーヴィー・ワンダーのアルバム。23枚目のオリジナル・アルバム。

## 解説
『タイム・トゥ・ラヴ』は、1995年の『カンバセーション・ピース』以来、10年振りに発表されたオリジナル・アルバム。
当初、2004年に製作が完了し発売が予定されていたが、延期され、2005年10月18日にリリースされた。
本作には、プリンスやポール・マッカートニー等のスターや「Isn’t She Lovely（邦題：可愛いアイシャ）」で有名な愛娘のアイシャ・モーリスが参加している。

## 収録曲
1. イフ・ユア・ラヴ・キャンノット・ビー・ムーヴド - If Your Love Cannot Be Moved (フィーチャリングキム・バレル)
2. スウィーテスト・サムバディ・アイ・ノウ - Sweetest Somebody I Know
3. ムーン・ブルー - Moon Blue"
4. ボトム・オブ・マイ・ハート - From the Bottom of My Heart
5. プリーズ・ドント・ハート・マイ・ベイビー - Please Don't Hurt My Baby
6. ハウ・ウィル・アイ・ノウ　ｆｅａｔ．アイシャ・モーリス - How Will I Know (フィーチャリング アイシャ・モーリス)
7. マイ・ラヴ・イズ・オン・ファイアー - My Love Is on Fire (フィーチャリング ヒューバート・ロウズ(ft))
8. パッショネイト・レインドロップス - Passionate Raindrops
9. テル・ユア・ハート・アイ・ラヴ・ユー - Tell Your Heart I Love You (フィーチャリング ボニー・レイット スライドギター参加)
10. トゥルー・ラヴ - True Love
11. シェルター・イン・ザ・レイン - Shelter in the Rain (フィーチャリング カーク・フランクリン)
12. ソー・ホワット・ザ・ファス- So What the Fuss (フィーチャリング アン・ヴォーグ on backing vocals and プリンス、ギター参加)
13. キャント・イマジン・ラヴ・ウィズアウト・ユー - Can't Imagine Love Without You
14. ポジティヴィティ - Positivity (フィーチャリング アイシャ・モーリス)
15. タイム・トゥ・ラヴ - A Time to Love (フィーチャリング インディア・アリー and ポール・マッカートニー、ギター参加)